# Garrett Droppers
Garrett Droppers (Milwaukee, Wisconsin; 12 de abril de 1860-Williamstown, Massachusetts; 7 de julio de 1927) fue un académico y diplomático estadounidense.

## Biografía
Droppers nació en Milwaukee, Wisconsin, hijo de John y Gertrude Droppers, el 12 de abril de 1860. Se graduó en la Universidad de Harvard. Se casó por primera vez con Cora Rand, fallecida en 1896, y más tarde, en 1897, con Jean Tewkesbury Rand.
De 1898 a 1906 fue presidente de la Universidad de Dakota del Sur. En 1912 fue delegado en la Convención Nacional Demócrata. Droppers fue nombrado por Woodrow Wilson embajador de Estados Unidos en Grecia y Montenegro de 1914 a 1920.
Garrett Droppers murió el 7 de julio de 1927 en Williamstown, Massachusetts.